# Classe K (dirigeable)
Pour les articles homonymes, voir Classe K.

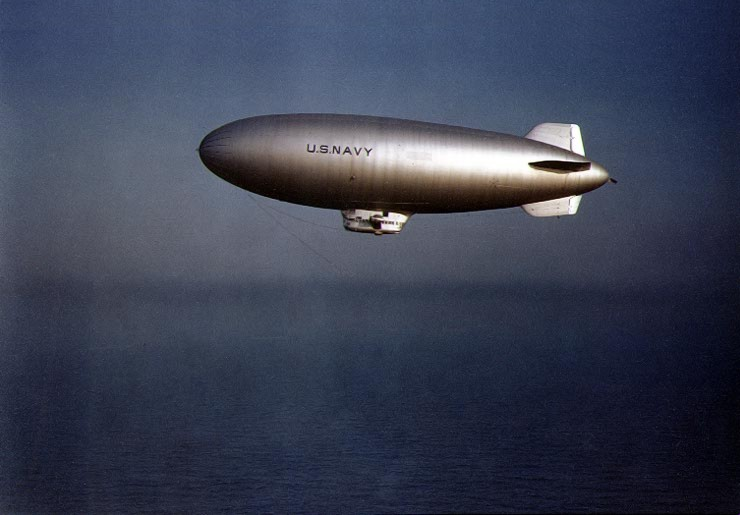
Un dirigeable de classe K en vol.

Les dirigeables de classe K sont un type de dirigeable à enveloppe souple produit par la division aéronautique de Goodyear pour le compte de l'US Navy pendant la Seconde Guerre mondiale. 134 exemplaires sont produits, et utilisés pour la surveillance des espaces maritimes.

## Historique
L'US Navy a utilisé des dirigeables souples construits par Goodyear bien avant la classe K : le premier contrat est passé en 1918. De petites séries de dirigeables sont construits au cours des années 20 et 30. Le développement de la classe K est contractualisé en 1937 et le prototype vole fin 1938. 
La production est accélérée à l'approche de la guerre : une commande est passée pour 200 unités, même si elle n'est pas totalement honorée. Par ailleurs, dix bases dotées de hangars à dirigeables sont construites sur les côtes américaines, pour servir de base aux classe K (et à quelques autres dirigeables plus anciens) qui patrouillent dans l'espace maritime du pays. Pendant le conflit, les classe K sont déployés sur tous les théâtres maritimes : Pacifique, Atlantique et Méditerranée, dans un rôle de patrouille et d'escorte de convoi. Ils se montrent utiles dans un rôle d'observation, mais sont peu engagés au combat. En fait, il n'y a qu'un engagement offensif d'un classe K contre un U-Boot, dans la nuit du 18 au 19 juillet 1943,. 

## Caractéristiques
Le classe K a une longueur de 77 mètres  et est rempli de 12 700 mètres cubes d'hélium. Ses deux moteurs Pratt & Whitney R-1340 « Wasp » le propulsent à une vitesse maximale de 80 km/h. L'équipage comporte neuf ou dix membres. Pour repérer les sous-marins adverses (sa mission principale), le classe K est équipé d'un détecteur d'anomalie magnétique et souvent d'un radar AN/APS-2F. En matière d'armement, il possède quatre grenades anti-sous-marines de 160 kg et une mitrailleuse Browning M2.